# Michael Wilhelm von Capeller
Michael Wilhelm Capeller, ab 1791 von Capeller, († 1797) war ein preußischer Oberst und Kommandant der Festung Silberberg.

## Leben
Michael Wilhelm Capeller stammte aus Darmstadt. Er stand zunächst für zehn Jahre in kurpfälzerischen und österreichischen Kriegsdiensten, bevor er 1756 als Feldwebel in die preußische Armee, genauer in das Freibataillon „Chossignon“ (F 5) eintrat. Während des Siebenjährigen Krieges ist er mit seinem Bataillon 1757 bei Bautzen in Gefangenschaft geraten. Dennoch war er 1760 im Freibataillon „Wunsch“ (F 7) bereits bis zum Stabshauptmann aufgestiegen. Ein erneuter Wechsel zum Garnisonregiment Nr. VIII erfolgte im Jahre 1763, wo er 1766 als Kapitän auch Kompaniechef wurde.
Während des Bayerischen Erbfolgekrieges war er in die Kampfhandlungen in der Grafschaft Glatz involviert. So hatte er am 18. Januar 1779 in Oberschwedeldorf gegen die Österreicher mit Auszeichnung gekämpft. Hierfür erhielt er später am 23. August 1787, den Orden Pour le Mérite und war am 20. Januar 1779 zum Major avanciert. Die Stelle des Kommandeurs der Festung Silberberg trat 1787 an.
Gemeinsam mit seinen Vettern, den Brüdern Georg Capeller, Leutnant im Füsilier-Bataillon „Forcade“ Nr. 15 und Peter Clemens Capeller, Leutnant im Depotbataillon Béville, sowie mit seinem legitimierten Sohn wurde er am 26. April 1791 in den preußischen Adelstand gehoben.
Seine Beförderung zum Oberstleutnant erfolgte im Jahre 1790, die zum Oberst im Jahre 1794. Er starb in Dienstausübung.